# Tour de Suisse 2009
| Endstand      | Endstand          | Endstand    |
| ------------- | ----------------- | ----------- |
| Erster        | Fabian Cancellara | 33:05:51h   |
| Zweiter       | Tony Martin       | + 2:02 min  |
| Dritter       | Roman Kreuziger   | + 2:24 min  |
| Vierter       | Andreas Klöden    | + 2:50 min  |
| Fünfter       | Wladimir Karpez   | + 3:18 min  |
| Sechster      | Damiano Cunego    | + 3:23 min  |
| Siebter       | Tadej Valjavec    | + 3:45 min  |
| Achter        | Rein Taaramäe     | + 4:04 min  |
| Neunter       | Kim Kirchen       | + 4:04 min  |
| Zehnter       | Maxime Monfort    | + 4:08 min  |
| Punktewertung | Fabian Cancellara | 70          |
| Zweiter       | Mark Cavendish    | 50          |
| Dritter       | Roman Kreuziger   | 50          |
| Bergwertung   | Tony Martin       | 62          |
| Zweiter       | Maxim Iglinski    | 26          |
| Dritter       | Silvère Ackermann | 21          |
| Sprintwertung | Enrico Gasparotto | 21          |
| Zweiter       | Fabian Cancellara | 16          |
| Dritter       | Andy Schleck      | 12          |
| Teamwertung   | Team Saxo Bank    | 99:23:58 h  |
| Zweiter       | Team Columbia     | + 2:03 min  |
| Dritter       | Liquigas          | + 11:03 min |

Die 73. Tour de Suisse fand vom 13. bis 21. Juni 2009 statt. Das Etappenradrennen bestand aus insgesamt neun Etappen und war Teil der Rennserie UCI ProTour 2009. Die Rundfahrt startete im liechtensteinischen Mauren und endete in Bern. Die Gesamtstrecke betrug 1355 km. Mit Fabian Cancellara gewann erstmals seit 2002 wieder ein Schweizer die Landesrundfahrt.

## Teilnehmende Mannschaften
Alle 18 UCI-Protour- und 2 Professional Continental Teams wurden zur Tour de Suisse 2009 eingeladen. Die Wildcards erhielten das Cervélo TestTeam und Vorarlberg-Corratec.

## Etappen

### Übersicht
| Etappe    | Tag      | Start        | Ziel          | km   | Etappensieger     | Gelbes Trikot     |
| --------- | -------- | ------------ | ------------- | ---- | ----------------- | ----------------- |
| 1. Etappe | 13. Juni | Mauren (LIE) | Ruggell (LIE) | 07,8 | Fabian Cancellara | Fabian Cancellara |
| 2. Etappe | 14. Juni | Davos        | Davos         | 150  | Bernhard Eisel    | Fabian Cancellara |
| 3. Etappe | 15. Juni | Davos        | Lumino        | 195  | Mark Cavendish    | Fabian Cancellara |
| 4. Etappe | 16. Juni | Biasca       | Stäfa         | 197  | Matti Breschel    | Tadej Valjavec    |
| 5. Etappe | 17. Juni | Stäfa        | Serfaus (AUT) | 202  | Michael Albasini  | Tadej Valjavec    |
| 6. Etappe | 18. Juni | Oberriet     | Bad Zurzach   | 178  | Mark Cavendish    | Tadej Valjavec    |
| 7. Etappe | 19. Juni | Bad Zurzach  | Vallorbe      | 204  | Kim Kirchen       | Tadej Valjavec    |
| 8. Etappe | 20. Juni | Le Sentier   | Crans-Montana | 182  | Tony Martin       | Tadej Valjavec    |
| 9. Etappe | 21. Juni | Bern         | Bern          | 039  | Fabian Cancellara | Fabian Cancellara |

### 1. Etappe: Mauren–Ruggell
|    | Fahrer            | Nation             | Team | Zeit         |
| -- | ----------------- | ------------------ | ---- | ------------ |
| 1. | Fabian Cancellara | Schweiz            | SAX  | 09:21:85 min |
| 2. | Roman Kreuziger   | Tschechien         | LIQ  | + 0:19 min   |
| 3. | Andreas Klöden    | Deutschland        | AST  | + 0:22 min   |
| 4. | George Hincapie   | Vereinigte Staaten | THR  | + 0:24 min   |
| 5. | Tony Martin       | Deutschland        | THR  | + 0:31 min   |

### 2. Etappe: Davos–Davos
|    | Fahrer            | Nation      | Team | Zeit         |
| -- | ----------------- | ----------- | ---- | ------------ |
| 1. | Bernhard Eisel    | Osterreich  | THR  | 3:36:54 h    |
| 2. | Gerald Ciolek     | Deutschland | MRM  | gleiche Zeit |
| 3. | Óscar Freire      | Spanien     | RAB  | gleiche Zeit |
| 4. | Francesco Gavazzi | Italien     | LAM  | gleiche Zeit |
| 5. | José Rojas        | Spanien     | GCE  | gleiche Zeit |

|    | Fahrer            | Nation             | Team | Zeit       |
| -- | ----------------- | ------------------ | ---- | ---------- |
| 1. | Fabian Cancellara | Schweiz            | SAX  | 3:46:12 h  |
| 2. | Roman Kreuziger   | Tschechien         | LIQ  | + 0:22 min |
| 3. | Andreas Klöden    | Deutschland        | AST  | + 0:25 min |
| 4. | George Hincapie   | Vereinigte Staaten | THR  | + 0:27 min |
| 5. | Tony Martin       | Deutschland        | THR  | + 0:34 min |

### 3. Etappe: Davos–Lumino
|    | Fahrer            | Nation                 | Team | Zeit         |
| -- | ----------------- | ---------------------- | ---- | ------------ |
| 1. | Mark Cavendish    | Vereinigtes Konigreich | THR  | 4:39:17 h    |
| 2. | Óscar Freire      | Spanien                | RAB  | gleiche Zeit |
| 3. | Thor Hushovd      | Norwegen               | CTT  | gleiche Zeit |
| 4. | Francesco Gavazzi | Italien                | LAM  | gleiche Zeit |
| 5. | José Rojas        | Spanien                | GCE  | gleiche Zeit |

|    | Fahrer            | Nation             | Team | Zeit       |
| -- | ----------------- | ------------------ | ---- | ---------- |
| 1. | Fabian Cancellara | Schweiz            | SAX  | 8:25:39 h  |
| 2. | Roman Kreuziger   | Tschechien         | LIQ  | + 0:22 min |
| 3. | Andreas Klöden    | Deutschland        | AST  | + 0:25 min |
| 4. | George Hincapie   | Vereinigte Staaten | THR  | + 0:27 min |
| 5. | Tony Martin       | Deutschland        | THR  | + 0:34 min |

### 4. Etappe: Biasca–Stäfa
|    | Fahrer         | Nation     | Team | Zeit         |
| -- | -------------- | ---------- | ---- | ------------ |
| 1. | Matti Breschel | Danemark   | SAX  | 5:01:34 h    |
| 2. | Maxim Iglinski | Kasachstan | AST  | gleiche Zeit |
| 3. | Tadej Valjavec | Slowenien  | ALM  | gleiche Zeit |
| 4. | Peter Velits   | Slowakei   | MRM  | gleiche Zeit |
| 5. | Oliver Zaugg   | Schweiz    | LIQ  | gleiche Zeit |

|    | Fahrer           | Nation     | Team | Zeit       |
| -- | ---------------- | ---------- | ---- | ---------- |
| 1. | Tadej Valjavec   | Slowenien  | ALM  | 13:27:57 h |
| 2. | Andy Schleck     | Luxemburg  | SAX  | + 0:02 min |
| 3. | Peter Velits     | Slowakei   | MRM  | + 0:11 min |
| 4. | Thomas Rohregger | Osterreich | MRM  | + 0:13 min |
| 5. | Oliver Zaugg     | Schweiz    | LIQ  | + 0:14 min |

### 5. Etappe: Stäfa–Serfaus
|    | Fahrer            | Nation   | Team | Zeit         |
| -- | ----------------- | -------- | ---- | ------------ |
| 1. | Michael Albasini  | Schweiz  | THR  | 5:24:04 h    |
| 2. | Fabian Cancellara | Schweiz  | SAX  | gleiche Zeit |
| 3. | Damiano Cunego    | Italien  | LAM  | gleiche Zeit |
| 4. | Oliver Zaugg      | Schweiz  | LIQ  | gleiche Zeit |
| 5. | Wladimir Karpez   | Russland | KAT  | gleiche Zeit |

|    | Fahrer            | Nation      | Team | Zeit       |
| -- | ----------------- | ----------- | ---- | ---------- |
| 1. | Tadej Valjavec    | Slowenien   | ALM  | 18:52:01 h |
| 2. | Oliver Zaugg      | Schweiz     | LIQ  | + 0:14 min |
| 3. | Fabian Cancellara | Schweiz     | SAX  | + 0:14 min |
| 4. | Roman Kreuziger   | Tschechien  | LIQ  | + 0:42 min |
| 5. | Andreas Klöden    | Deutschland | AST  | + 0:45 min |

### 6. Etappe: Oberriet–Bad Zurzach
|    | Fahrer            | Nation                 | Team | Zeit         |
| -- | ----------------- | ---------------------- | ---- | ------------ |
| 1. | Mark Cavendish    | Vereinigtes Konigreich | THR  | 4:18:26 h    |
| 2. | Óscar Freire      | Spanien                | RAB  | gleiche Zeit |
| 3. | Francesco Gavazzi | Italien                | LAM  | gleiche Zeit |
| 4. | Thor Hushovd      | Norwegen               | CTT  | gleiche Zeit |
| 5. | Jürgen Roelandts  | Belgien                | SIL  | gleiche Zeit |

|    | Fahrer            | Nation      | Team | Zeit       |
| -- | ----------------- | ----------- | ---- | ---------- |
| 1. | Tadej Valjavec    | Slowenien   | ALM  | 23:10:27 h |
| 2. | Fabian Cancellara | Schweiz     | SAX  | + 0:09 min |
| 3. | Oliver Zaugg      | Schweiz     | LIQ  | + 0:14 min |
| 4. | Roman Kreuziger   | Tschechien  | LIQ  | + 0:42 min |
| 5. | Andreas Klöden    | Deutschland | AST  | + 0:45 min |

### 7. Etappe: Bad Zurzach–Vallorbe
|    | Fahrer          | Nation     | Team | Zeit         |
| -- | --------------- | ---------- | ---- | ------------ |
| 1. | Kim Kirchen     | Luxemburg  | THR  | 4:56:41 h    |
| 2. | Roman Kreuziger | Tschechien | LIQ  | + 0:02 min   |
| 3. | Peter Velits    | Slowakei   | MRM  | + 0:07 min   |
| 4. | Oliver Zaugg    | Schweiz    | LIQ  | gleiche Zeit |
| 5. | Eros Capecchi   | Italien    | FUJ  | gleiche Zeit |

|    | Fahrer            | Nation      | Team | Zeit       |
| -- | ----------------- | ----------- | ---- | ---------- |
| 1. | Tadej Valjavec    | Slowenien   | ALM  | 28:07:15 h |
| 2. | Fabian Cancellara | Schweiz     | SAX  | + 0:09 min |
| 3. | Oliver Zaugg      | Schweiz     | LIQ  | + 0:14 min |
| 4. | Roman Kreuziger   | Tschechien  | LIQ  | + 0:31 min |
| 5. | Andreas Klöden    | Deutschland | AST  | + 0:45 min |

### 8. Etappe: Le Sentier–Crans-Montana
|    | Fahrer            | Nation      | Team | Zeit         |
| -- | ----------------- | ----------- | ---- | ------------ |
| 1. | Tony Martin       | Deutschland | THR  | 4:12:31 h    |
| 2. | Damiano Cunego    | Italien     | LAM  | gleiche Zeit |
| 3. | Fabian Cancellara | Schweiz     | SAX  | + 0:02 min   |
| 4. | Tadej Valjavec    | Slowenien   | ALM  | gleiche Zeit |
| 5. | Kim Kirchen       | Luxemburg   | THR  | gleiche Zeit |

|    | Fahrer            | Nation      | Team | Zeit       |
| -- | ----------------- | ----------- | ---- | ---------- |
| 1. | Tadej Valjavec    | Slowenien   | ALM  | 32:19:48 h |
| 2. | Fabian Cancellara | Schweiz     | SAX  | + 0:04 min |
| 3. | Roman Kreuziger   | Tschechien  | LIQ  | + 0:28 min |
| 4. | Tony Martin       | Deutschland | THR  | + 0:39 min |
| 5. | Andreas Klöden    | Deutschland | AST  | + 0:45 min |

### 9. Etappe: Bern–Bern
|    | Fahrer            | Nation      | Team | Zeit         |
| -- | ----------------- | ----------- | ---- | ------------ |
| 1. | Fabian Cancellara | Schweiz     | SAX  | 45:59:07 min |
| 2. | Tony Martin       | Deutschland | THR  | + 1:27 min   |
| 3. | Thomas Dekker     | Niederlande | SIL  | + 1:42 min   |
| 4. | Marcus Burghardt  | Deutschland | THR  | + 1:43 min   |
| 5. | Sylvain Chavanel  | Frankreich  | QST  | + 1:48 min   |

|    | Fahrer            | Nation      | Team | Zeit       |
| -- | ----------------- | ----------- | ---- | ---------- |
| 1. | Fabian Cancellara | Schweiz     | SAX  | 33:05:51 h |
| 2. | Tony Martin       | Deutschland | THR  | + 2:02 min |
| 3. | Roman Kreuziger   | Tschechien  | LIQ  | + 2:24 min |
| 4. | Andreas Klöden    | Deutschland | AST  | + 2:50 min |
| 5. | Wladimir Karpez   | Russland    | KAT  | + 3:18 min |

## Wertungen im Rennverlauf
Die Tabelle zeigt den Führenden in der jeweiligen Wertung nach der jeweiligen Etappe an.
| Etappe    | Gesamtwertung     | Punktewertung     | Bergwertung | Sprintwertung     | Teamwertung    |
| --------- | ----------------- | ----------------- | ----------- | ----------------- | -------------- |
| 1. Etappe | Fabian Cancellara | Fabian Cancellara |             |                   | Team Saxo Bank |
| 2. Etappe | Fabian Cancellara | Fabian Cancellara | Tony Martin | Fabian Cancellara | Team Saxo Bank |
| 3. Etappe | Fabian Cancellara | Óscar Freire      | Tony Martin | Enrico Gasparotto | Team Saxo Bank |
| 4. Etappe | Tadej Valjavec    | Óscar Freire      | Tony Martin | Andy Schleck      | Team Saxo Bank |
| 5. Etappe | Tadej Valjavec    | Fabian Cancellara | Tony Martin | Enrico Gasparotto | Team Saxo Bank |
| 6. Etappe | Tadej Valjavec    | Mark Cavendish    | Tony Martin | Enrico Gasparotto | Team Saxo Bank |
| 7. Etappe | Tadej Valjavec    | Mark Cavendish    | Tony Martin | Enrico Gasparotto | Team Saxo Bank |
| 8. Etappe | Tadej Valjavec    | Fabian Cancellara | Tony Martin | Enrico Gasparotto | Team Saxo Bank |
| 9. Etappe | Fabian Cancellara | Fabian Cancellara | Tony Martin | Enrico Gasparotto | Team Saxo Bank |